# Stegastes apicalis
Stegastes apicalis es una especie de peces de la familia Pomacentridae en el orden de los Perciformes.

## Morfología
Los machos pueden llegar alcanzar los 15 cm de longitud total.

## Hábitat
Es un pez de mar.

## Distribución geográfica
Se encuentra en la costa oriental de Australia (Gran Barrera de Coral, Queensland y Nueva Gales del Sur), Taiwán e  Islas de la Lealtad.